# Забайкальское
Забайка́льское — село в Вяземском районе Хабаровского края России, расположено на правом берегу реки Уссури. Село находится в пограничной зоне, въезд только по специальному разрешению.

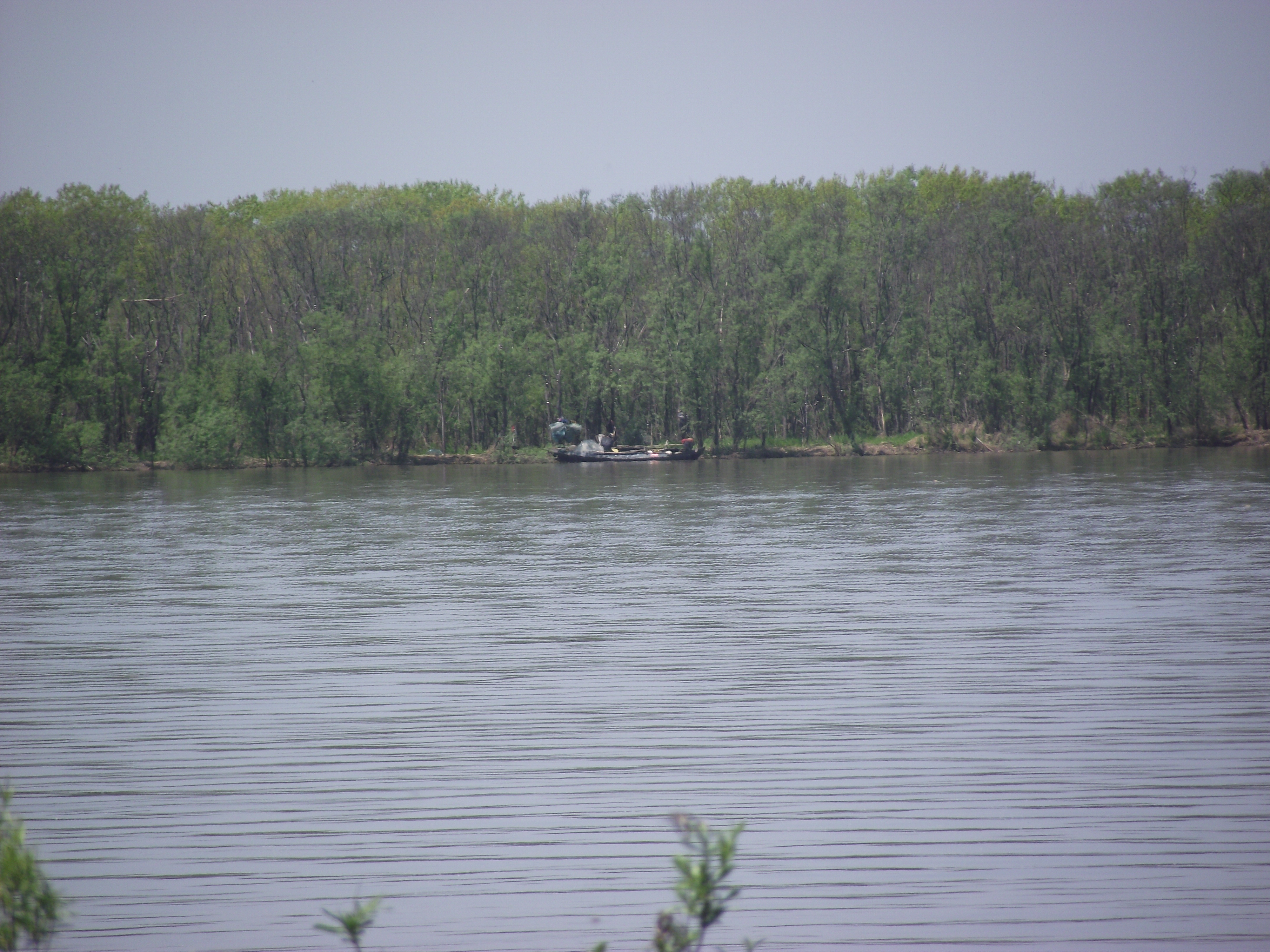
Река Уссури у села Забайкальское, у левого берега — китайская рыбацкая лодка

## География
Село Забайкальское расположено в южной части края, в 10 км к западу от административного центра района — города Вяземский.
К селу Забайкальское идут две дороги — от города Вяземский и от села Красицкое.

## История
В 1895 году было основано село Забайкальское. Существуют данные, что заселение происходило в 1867—1869 годах. Несколько семей амурских казаков из сел Кукелево и Венюково основали село Булдаково. Население составляло 25 семей и к 1930 году увеличилось только до 38 дворов. Рост населения происходил за счёт местных казачьих фамилий. В 1895 году село получило название Забайкальское. Обычаи, речь, внутренний уклад жизни, устройство дворов, фольклор, которые наблюдались в Забайкалье, сохранились в поселении к этому времени уже уссурийских казаков. Начальная школа в Забайкальском была открыта в 1907 году. Трёхлетнее обучение считалось для детей достаточным. После организации колхоза в 1931 году некоторая часть жителей переехала на станцию Вяземскую, чтобы работать на предприятиях железной дороги, в леспромхозе. Другая часть, из числа беднейшего населения, вступила в колхоз. Село стало пополняться жителями из соседних сёл и прибывающими на Дальний Восток из центральных областей. Село Забайкальское многие годы считалось передовым в районе.

## Население
| 1926 | 2002 | 2010 | 2011 | 2012 | 2013 | 2014 |
| ---- | ---- | ---- | ---- | ---- | ---- | ---- |
| 320  | ↗416 | ↘415 | →415 | ↘402 | ↗407 | ↗414 |
| 2015 | 2016 | 2017 | 2018 | 2019 | 2020 | 2021 |
| ↗416 | ↗425 | ↗432 | ↗442 | ↘426 | ↘423 | ↘284 |

## Инфраструктура
- Отделение почтовой связи отсутствует.
- Фельдшерско-акушерский пункт.
- С 1967 года на территории села работает ионосферная станция, ныне Главная геофизическая обсерватория «Хабаровск».